# Tovrljane
Tovrljane es un pueblo del municipio de Prokuplje, Serbia. Según el censo de 2002, el pueblo tiene una población de 90 personas. 